# Teschendorf (Löwenberger Land)
Teschendorf è una frazione (Ortsteil) del comune tedesco di Löwenberger Land, nel Land del Brandeburgo.